# Fotogramas de Plata 1980
La 31a cerimònia de lliurament dels Premis Fotogramas de Plata, corresponents a l'any 1980, lliurats per la revista espanyola especialitzada en cinema Fotogramas, va tenir lloc el 10 de febrer de 1981, coincidint en uns dies amb la reaparició de la revista en la seva tercera etapa, ja que va tancar durant nou mesos. Es va celebrar a la discoteca Bocaccio de Barcelona i fou presentat per Mònica Randall. Després de l'entrega es va projectar la pel·lícula Kagemusha d'Akira Kurosawa.

## Candidatures

### Millor pel·lícula espanyola
| Pel·lícula                           | Director   | Resultat   |
| ------------------------------------ | ---------- | ---------- |
| Gary Cooper, que estás en los cielos | Pilar Miró | Guanyadora |

### Millor pel·lícula estrangera
| pel·lícula             | Director      | Resultat   |
| ---------------------- | ------------- | ---------- |
| El meu oncle d'Amèrica | Alain Resnais | Guanyadora |

### Millor intèrpret de cinema espanyol
| Actriu                        | Pel·lícula                                       | Resultat   |
| ----------------------------- | ------------------------------------------------ | ---------- |
| Mercè Sampietro Óscar Ladoire | Gary Cooper, que estás en los cielos Ópera prima | Guanyadors |

### Millor intèrpret de cinema estranger
| Actriu         | Pel·lícula           | Resultat   |
| -------------- | -------------------- | ---------- |
| Dustin Hoffman | Kramer contra Kramer | Candidat   |
| Meryl Streep   | Kramer contra Kramer | Candidata  |
| Peter Sellers  | Being There          | Guanyadora |

### Millor intèrpret de televisió
| Intèrprete | Sèrie de televisió  | Resultat   |
| ---------- | ------------------- | ---------- |
| Ana Belén  | Fortunata y Jacinta | Guanyadora |

### Millor intèrpret de teatre
| Intèrpret            | Muntatge       | Resultat  |
| -------------------- | -------------- | --------- |
| Julia Gutiérrez Caba | Petra Regalada | Guanyador |

### Millor activitat musical
| Intèrpret   | Resultat  |
| ----------- | --------- |
| Miguel Ríos | Guanyador |